# 일류신 Il-114

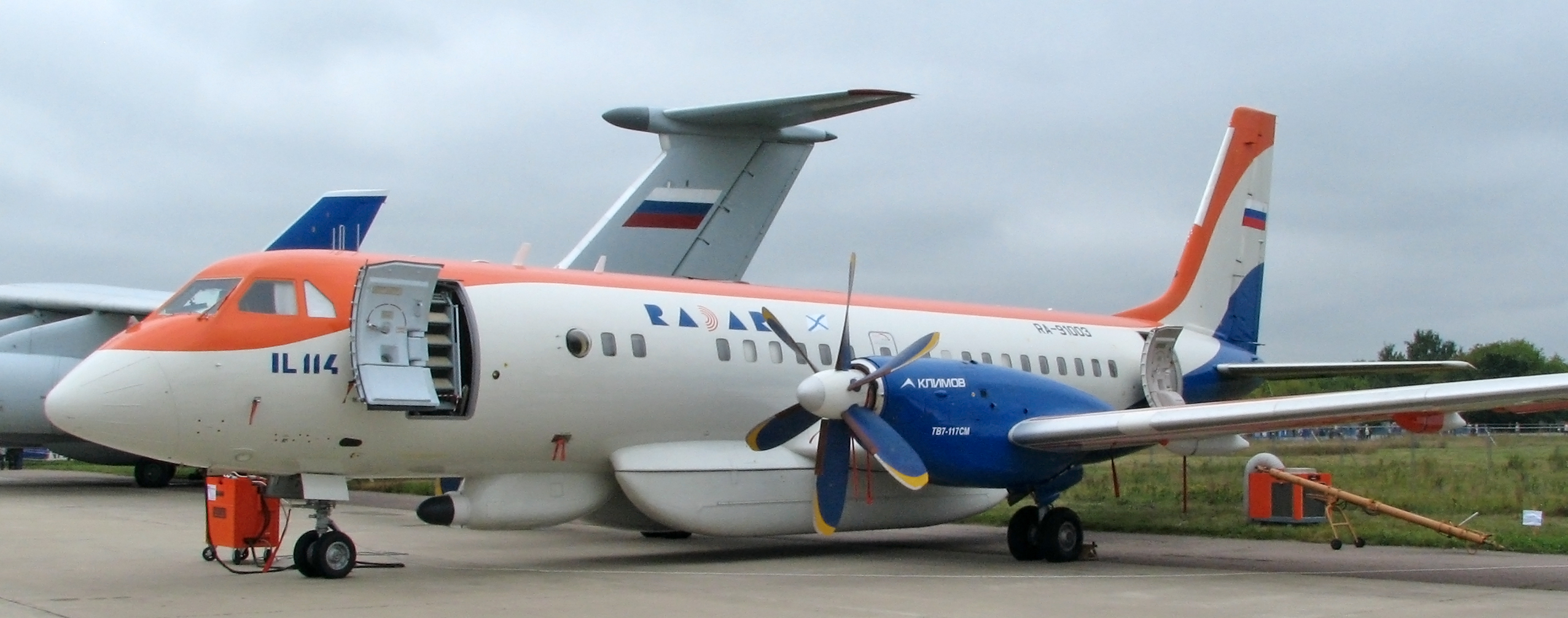
MAKS 2009에 전시된 Il-114

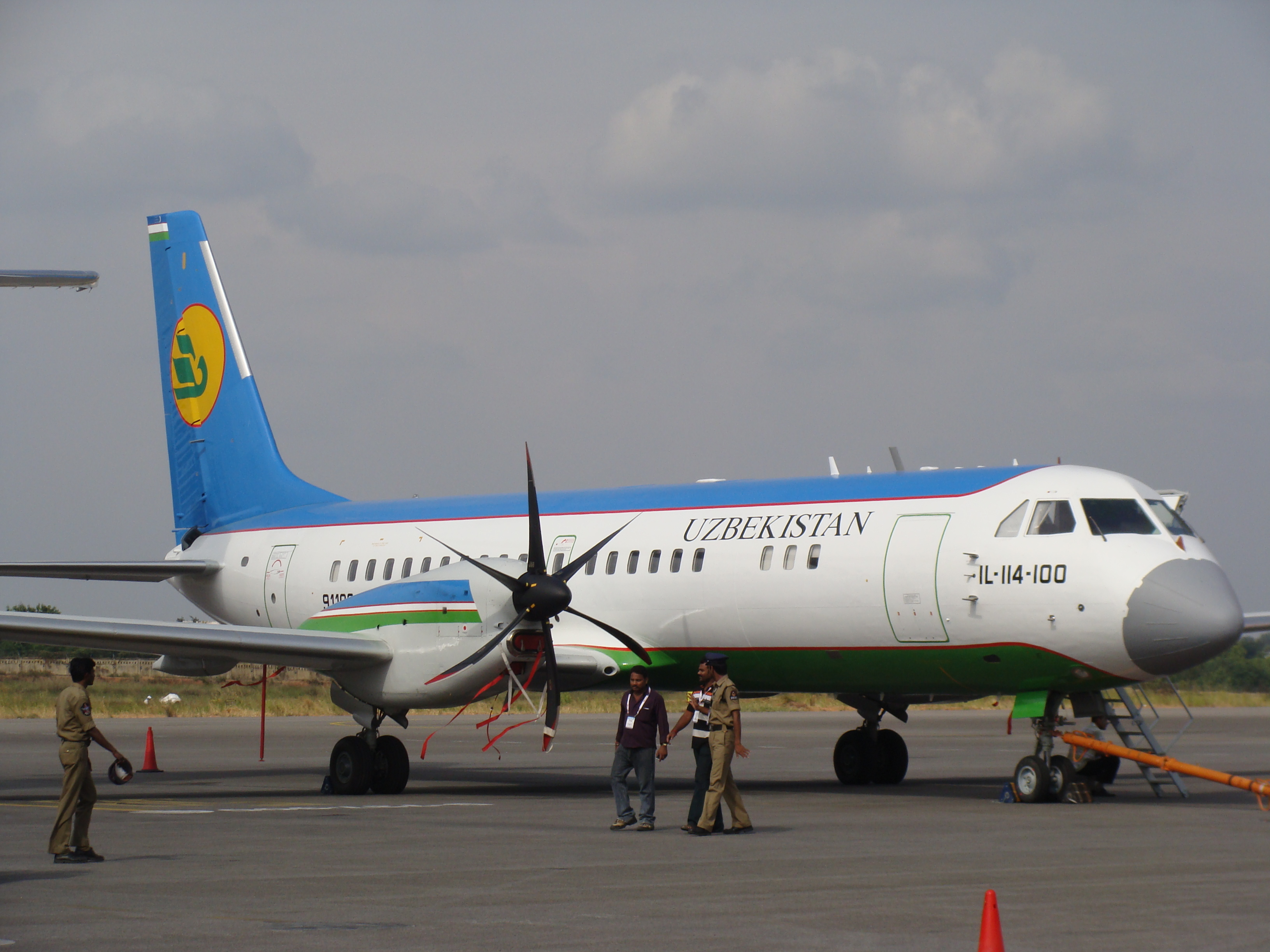
우즈베키스탄 항공의 Il-114(퇴역)

Il-114는 러시아 일류신에서 만든 쌍발 프로펠러 항공기이다.

## 역사
1990년 3월 29일 초도비행을 하였으며, 1998년 8월 우즈베키스탄 항공에서 최초로 여객기로 도입했다. 현재는 생산종료되었다.

## 제원 (Il-114)
일반 제원
- 승무원: 2명
- 승객: 64명
- 길이: 26.88 m (88 ft 2 in)
- 날개폭: 30.00 m (98 ft 5 in)
- 높이: 9.19 m (30 ft 2 in)
- 날개면적: 81.90 m2 (881.6 sq ft)
- 경하중량: 15,000 kg (33,069 lb)
- 최대이륙중량: 23,500 kg (51,809 lb)
- 연료탑재량: 8,780 l (1,931 imp gal; 2,319 US gal)
- 엔진: 2 × Klimov TV7-117S 터보프롭 엔진, 1,839 kW (2,466 hp) 각각

성능
- 최대속도: 500 km/h (311 mph; 270 kn)
- 순항속도: 470 km/h (292 mph; 254 kn)
- 거리: 1,000 km (621 mi; 540 nmi), 64명 탑승

## 같이 보기
- 안토노프 An-24
- ATR 72
- 드 해빌랜드 캐나다 대쉬 8
- 포커 50
- 사브 2000
- 항공기 목록